# 普羅瓦利諾耶湖
55°48′56″N 48°28′39″E / 55.81556°N 48.47750°E
普羅瓦利諾耶湖（俄语：Провальное），是俄羅斯的湖泊，位於該國西部韃靼斯坦共和國，由澤列諾多利斯基區負責管轄，長0.05公里、寬0.03公里，面積0.29公頃，平均水深5米，最大水深7米。